# Liste des monuments historiques de Menningen (Rhénanie-Palatinat)
La Liste des monuments historiques de Menningen (Rhénanie-Palatinat) contient cinq monuments historiques à Menningen, une municipalité allemande située dans le Land de Rhénanie-Palatinat et l'arrondissement d'Eifel-Bitburg-Prüm.

## Liste
| Monument                                        | Adresse                | Coordonnées                      | Notice | Protection | Date | Illustration                                    |
| ----------------------------------------------- | ---------------------- | -------------------------------- | ------ | ---------- | ---- | ----------------------------------------------- |
| Église catholique St. Agathe, 12e ou 13e siècle | Hauptstraße, Neustraße | 49° 50′ 19″ nord, 6° 28′ 39″ est |        |            |      | Église catholique St. Agathe, 12e ou 13e siècle |
| Ferme, 1817                                     | Hauptstraße 17         | 49° 50′ 20″ nord, 6° 28′ 31″ est |        |            |      | Image manquante Téléverser                      |
| Maison, 1849                                    | Hauptstraße 23         | 49° 50′ 22″ nord, 6° 28′ 31″ est |        |            |      | Image manquante Téléverser                      |
| Croix de chemin, 1848                           | nord-est du village    | 49° 50′ 40″ nord, 6° 29′ 06″ est |        |            |      | Croix de chemin, 1848                           |
| Viaduc du chemin de fer, 1915                   | sud-ouest du village   | 49° 50′ 17″ nord, 6° 28′ 35″ est |        |            |      | Viaduc du chemin de fer, 1915                   |